# DOT (gebouw)
DOT, voorheen bekend als Infoversum, is een 3D-koepelbioscoop en planetarium in de stad Groningen.
Het gebouw werd gerealiseerd tussen 2013 en april 2014 en bevindt zich op de hoek van de Bloemsingel en de Vrydemalaan. Het beschikt over een projectiekoepel met een diameter van 20 meter en een capaciteit van 265 stoelen. Het ontwerp is gemaakt door architect Jack van der Palen van Architectengroep Archiview. De constructie is uitgevoerd volgens de monocoque-methode, geïnspireerd door de scheepsbouw, waarbij de stalen huid en de binnenstructuur één geheel vormen. De cortenstalen buitenkant, opgebouwd uit 83 unieke platen, omsluit de witte koepel en zorgt voor een opvallende uitstraling. Het initiatief voor de bouw kwam van hoogleraar astronomie Edwin Valentijn van de Rijksuniversiteit Groningen. Het Infoversum opende officieel op 17 juni 2014.
De bezoekersaantallen van het Infoversum bleven echter achter bij de verwachtingen. Hoewel men op 160.000 bezoekers per jaar rekende, trok het in het eerste jaar slechts 80.000 bezoekers. Dit leidde tot financiële problemen en zorgde ervoor dat de gemeente Groningen zich terugtrok uit het project. Op 24 november 2015 werd het Infoversum failliet verklaard.
In 2016 werd het pand overgenomen door Bos & Bos Catering, die het ombouwde tot restaurant en congrescentrum onder de naam DOT. De heropening vond plaats op 23 september 2016. Naast het gebouw werd in datzelfde jaar een stadsstrand aangelegd, dat later werd uitgebreid tot een totale oppervlakte van 4.000 vierkante meter. Het strand trekt vooral in de zomermaanden veel bezoekers.
Tijdens de kerstperiode wordt DOT omgetoverd tot een verlichte kerstbal met duizenden lampjes, die wordt aangeprezen als de grootste kerstbal ter wereld. Het planetariumtheater werd in 2017 heropend onder de naam DOTliveplanetarium, in samenwerking met de Rijksuniversiteit Groningen.
In november 2024 werd bekendgemaakt dat de Vermaat Groep, die sinds 2018 de exploitant was, per 1 januari 2025 stopt met de exploitatie van DOT. Hoewel aanvankelijk werd gespeculeerd over sloop, heeft de gemeente Groningen aangegeven alternatieven te onderzoeken. Voorlopig blijft het gebouw behouden, mede door brede steun vanuit de stad.